# Bob (lave-vaisselle)
 (novembre 2024).
Pour les articles homonymes, voir Bob.
Bob est une marque de petits lave-vaisselles commercialisés par l'entreprise française Daan Tech.

## Historique
En août 2016, Antoine Fichet et Damian Py créent Daan Tech et développent leur premier prototype de lave-vaisselle. En janvier 2018, les lave-vaisselles sont fabriqués par les usines S20 Industries. La phase de prototypage est finalisée en août 2018 et ils lancent une campagne de précommande le 8 octobre 2018. En avril 2019, grâce au soutien financier d'investisseurs Business Angels français, de Bpifrance, et à la vente en précommande de 6 000 unités de leur lave-vaisselle, ils se procurent des moules industriels pour l'injection plastique. En mai 2019, les concepteurs de Bob se retirent de chez S20 Industries, placée en redressement judiciaire fin avril 2019. 
À la recherche d'une autre usine pour la fabrication de leur lave-vaisselle, ils s'installent  à Cugand [Où ?] en mars 2020.
La production reprends le 8 octobre 2020. Ils accusent à ce moment un retard d'un an sur les précommandes. Les premières livraisons ont lieu en octobre 2020,.
En juillet 2021, Bob est exposé à l'Élysée à l'occasion d'un salon sur le « made in France ».
Bob est vendu en Belgique, en Allemagne, en Espagne et à Taïwan.
En décembre 2022, 60 % des ventes sont réalisées à l'export et 65 000 unités de Bob ont été livrées.

## Description
Bob est un lave-vaisselle de petites dimensions — 34 × 49 cm, pour 10 kg. Il fonctionne à l'aide d'une prise électrique et, contrairement à un lave-vaisselle classique, ne nécessite pas de prise d'eau ; son réservoir de 3,8 litres peut être rempli manuellement avant chaque utilisation, ou bien rempli de manière automatique avec un tuyau d'alimentation en eau standard. Sa taille lui permet de laver l'équivalent de la vaisselle quotidienne de deux personnes à la fois, soit 3 couverts (pour lave-vaisselle). Bob est conçu à 85% de plastique recyclé. Ses couleurs sont personnalisables parmi une gamme d'une douzaine de couleurs. 

## Fonctionnement
Bob propose plusieurs cycles de lavage. Il fonctionne avec du gel lave-vaisselle, des tablettes lave-vaisselle, ou bien à l'aide de cassettes de lavage, d'une durée de vie de 30 cycles, ainsi que de cassettes spéciales devant être utilisées tous les 90 cycles et servant au nettoyage de la machine. Les cassettes de lavage ne sont pas obligatoires.
Bob utilise des ultrasons, ce qui permet d'exploiter le phénomène de cavitation pour le nettoyage de la vaisselle.

## Accueil
Adrien Schwyter du magazine Challenges donne un avis favorable sur le silence et l'efficacité de Bob. Il note toutefois que sa taille est un obstacle au lavage de certains ustensiles de cuisine.	
Sur les réseaux sociaux, certains clients se plaignent du temps de livraison des cassettes nécessaires au bon fonctionnement de la machine. Bien que l'entreprise assure que l'opération soit possible avec un produit autre que celui qu'elle fournit, la notice ne donne pas d'indications sur la procédure à suivre.